# Svaliava
Svaliava (en ruthène, ukrainien et russe : Свалява) ; en hongrois : Szolyva ; en allemand : Schwalbach ou Schwallbach) est une ville de l'oblast de Transcarpatie, en Ukraine, et le centre administratif du raïon de Svaliava. Sa population s'élevait à 17 050 habitants en 2016.

## Géographie
Svaliava est arrosée par la rivière Latorytsia et se trouve à 52 km à l'est d'Oujhorod.

## Histoire
Svaliana partage l'histoire des Carpates d'Ukraine. La première mention de la ville remonte à 1263 : c'est alors une localité du nom de « Zoloa », que le roi de Hongrie essaie de développer en y faisant venir des colons allemands dans son royaume. En 1918, Szolyva appartient au comitat de Bereg. Au cours de la Seconde Guerre mondiale, l'importante communauté juive de la ville est persécutée par les autorités hongroises et certains sont contraints aux travaux forcés. En 1944, les juifs sont déportés au camp d'extermination d'Auschwitz,. À la fin de la Seconde Guerre mondiale, un camp de concentration, le « SZPV-2 », fut établi en 1944 près de la ville, dans une ancienne caserne hongroise, par l'armée soviétique. Environ 12 000 civils hongrois et allemands de la région nés entre 1896 et 1926, y furent enfermés, avant d'être expédiés vers les camps du Goulag soviétique. Plusieurs milliers d'entre eux y moururent des mauvaises conditions de détention et d'une épidémie de typhoïde.

## Population

### Démographie
Recensements (*) ou estimations de la population :
| 1939  | 1959* | 1970*  | 1979*  | 1989*  | 2001*  |
| ----- | ----- | ------ | ------ | ------ | ------ |
| 6 800 | 9 383 | 13 806 | 15 538 | 18 036 | 17 145 |

| 2011   | 2012   | 2013   | 2014   | 2015   | 2016   |
| ------ | ------ | ------ | ------ | ------ | ------ |
| 16 871 | 16 962 | 17 027 | 17 066 | 17 055 | 17 050 |

### Nationalités
Au recensement de 2001, la population de Svaliava était composée de :
- 94,5 % d'Ukrainiens, dont une grande part de Ruthènes, comptabilisés en tant qu'Ukrainiens.
- 1,5 % de Russes
- 0,7 % de Hongrois
- 0,6 % de Slovaques

## Transports
Svaliava se trouve à 90 km d'Oujhorod par le chemin de fer et à 67 km par la route M-06 ou route européenne 50).